# Riberas de Valfermoso de Tajuña y Brihuega
Riberas de Valfermoso de Tajuña y Brihuega este o arie protejată (arie specială de conservare — SAC, sit de importanță comunitară — SCI) din Spania întinsă pe o suprafață de 99,36 ha, integral pe uscat.

## Localizare
Centrul sitului Riberas de Valfermoso de Tajuña y Brihuega este situat la coordonatele 40°37′55″N 2°57′14″W / 40.632°N 2.954°V.

## Înființare
Situl Riberas de Valfermoso de Tajuña y Brihuega a fost declarat sit de importanță comunitară în ianuarie 2001 pentru a proteja 14 specii de animale. Situl a fost protejat și ca arie specială de conservare în mai 2015.

## Biodiversitate
Situată în ecoregiunea mediteraneană, aria protejată conține 4 habitate naturale: Galerii de Salix alba și de Populus alba, Lacuri eutrofice naturale cu vegetație de tip Magnopotamion sau Hydrocharition, Liziere de ierburi înalte hidrofile de câmpie și de nivel montan până la alpin, Pajiști umede mediteraneene cu ierburi înalte de Molinio-Holoschoenion.
La baza desemnării sitului se află mai multe specii protejate:
- păsări (10): fluierar de munte (Actitis hypoleucos), pescăruș albastru (Alcedo atthis), stârc cenușiu (Ardea cinerea), barză albă (Ciconia ciconia), mierla de apă (Cinclus cinclus), egretă mică (Egretta garzetta), Nycticorax nycticorax nycticorax, turturică (Streptopelia turtur), fluierarul de zăvoi (Tringa ochropus), pănțărușul (Troglodytes troglodytes)
- mamifere (1): vidră de râu (Lutra lutra)
- pești (3): Achondrostoma arcasii, Cobitis paludica, Pseudochondrostoma polylepis

Pe lângă speciile protejate, pe teritoriul sitului au mai fost identificate 1 specie de plante, 3 specii de păsări, 1 specie de amfibieni, 1 specie de pești, 2 specii de reptile.